# Silver Linings
Silver Linings (Originaltitel: Silver Linings Playbook) ist eine US-amerikanische romantische Komödie des Regisseurs David O. Russell aus dem Jahr 2012. Er basiert auf dem gleichnamigen ersten Roman von Matthew Quick. Der Film mit Bradley Cooper und Jennifer Lawrence in den Hauptrollen feierte auf dem Toronto International Film Festival 2012 Premiere. Jennifer Lawrence erhielt einen Oscar in der Kategorie Beste Hauptdarstellerin.

## Handlung
Pat Solitano Jr. wird aus einer Klinik entlassen, in der er aufgrund einer manisch-depressiven Störung acht Monate verbracht hatte. Eingewiesen wurde er, weil er den Liebhaber seiner Frau Nikki zusammengeschlagen hatte, nachdem er die beiden in flagranti erwischt hatte. Er zieht wieder bei seinen Eltern ein und ist gedanklich darauf fixiert, Nikki zurückzugewinnen, darf aber aufgrund einer gerichtlichen Anordnung keinen Kontakt mehr zu ihr haben.
Als ihn sein Freund Ronnie und dessen Ehefrau Veronica zum Abendessen einladen, erscheint er statt wie gebührlich im Anzug in einem Trikot der Philadelphia Eagles. Dort lernt er Veronicas Schwester, die emotional instabile Tiffany kennen, die nach dem Tod ihres Mannes ihren Job verloren hat. Tiffany stürzte sich danach in eine Affäre nach der anderen und bietet Pat gleich am ersten Abend Sex an, was dieser mit Verweis auf seine Ehe ablehnt. Nachdem sie ihn mehrmals morgens beim Jogging abpasst und ihm folgt, entwickelt sich zwischen beiden eine komplizierte Freundschaft, die Pat als Chance sieht, Kontakt mit Nikki aufzunehmen: Tiffany ist einverstanden, Nikki einen Brief zu übergeben, wenn er im Gegenzug mit ihr an einem Tanzwettbewerb teilnimmt. Trotz anfänglicher Bedenken stimmt Pat zu, um mit der Teilnahme Nikki zu demonstrieren, dass er sich geändert hat und nunmehr verlässlich sei. Während des wochenlangen Trainings der beiden übergibt Tiffany ihm einen scheinbaren Antwortbrief von Nikki, der die Chance einer Versöhnung andeutet.
Pats abergläubischer Vater Patrizio plant, ein Restaurant zu eröffnen, und versucht sich als Buchmacher, um das Kapital aufzutreiben. Weil er seinen Sohn für einen Glücksbringer hält, schickt er Pat zu einem wichtigen Footballspiel der Philadelphia Eagles, auf das er all sein Erspartes gesetzt hat. Pat lässt für den Spielbesuch das eigentlich zugesagte Tanztraining mit Tiffany ausfallen, wird vor dem Stadion jedoch unschuldig in eine Schlägerei verwickelt, und die Eagles verlieren obendrein das Spiel. Am Abend eskaliert dann die Situation zu Hause, als sein Vater Pat deswegen Vorwürfe macht. Da taucht plötzlich Tiffany wegen der versäumten Trainingseinheit wütend auf, erklärt hingegen beschwichtigend dem aufgebrachten Vater, dass die Eagles stets gewonnen hatten, wenn Pat bei ihr war. Pat Sr. schlägt daraufhin seinem Wettpartner eine Doppelwette vor: Wenn sowohl die Eagles das Spiel gegen die Cowboys gewinnen würden als auch Pat und Tiffany beim Tanzwettbewerb mindestens fünf von zehn möglichen Punkten erreichen würden, würde er das verlorene Geld verdoppelt zurückbekommen. Da Pat unter diesem Druck nicht mehr am Wettbewerb teilnehmen will, behaupten Tiffany und sein Vater, seine Frau Nikki würde am Abend der Vorführung ebenfalls im Publikum anwesend sein, worauf dieser neue Hoffnung schöpft und dem Deal zustimmt. Als Pat zufällig erneut den angeblichen Brief von Nikki durchliest, erkennt er, dass dieser in Wahrheit von Tiffany verfasst worden war.
Beim Tanzwettbewerb stellt Tiffany überrascht fest, dass Nikki tatsächlich erschienen ist. Tiffany ist wütend darüber, da sie mit der Zeit starke Gefühle für Pat entwickelt hat, und will sich an der Bar mit Wodka betrinken. Pat findet die etwas angeheiterte Tiffany nur wenige Sekunden vor deren gemeinsamem Auftritt; dennoch betreten die beiden das Parkett. Derweil gewinnen die Eagles, und schließlich erreichen Pat und Tiffany genau fünf (5,0) Punkte. Nach dem Tanz geht Pat zu Nikki, um sich mit ihr zu unterhalten. Tiffany flieht daraufhin wütend und enttäuscht von der Veranstaltung. Pat holt sie jedoch auf der Straße ein und gesteht ihr – zu ihrer Überraschung – seine Liebe.
In der Schlussszene sieht man die Beteiligten beim sonntäglichen Miteinander in Pats Elternhaus versammelt, und Pat erklärt aus dem Off, der Sonntag sei nun wieder sein Lieblingstag.

## Soundtrack
1. Silver Lining Titles – Danny Elfman
2. My Cherie Amour – Stevie Wonder
3. Always Alright – Alabama Shakes
4. Unsquare Dance – Dave Brubeck Quartet
5. Buffalo – alt-J
6. The Moon Of Manakoora – Les Paul & Mary Ford
7. Monster Mash – CrabCorps
8. Goodnight Moon – Ambrosia Parsley & Elegant Too
9. Now I’m A Fool – Eagles of Death Metal
10. Walking Home – Danny Elfman
11. Girl From the North Country – Bob Dylan & Johnny Cash
12. Silver Lining – Jessie J
13. Hey Big Brother – Rare Earth
14. Maria – Dave Brubeck Quartet[3]

Im Film wurden zusätzlich What Is and What Should Never Be von Led Zeppelin sowie Fell in Love with a Girl von The White Stripes verwendet.

## Kritiken

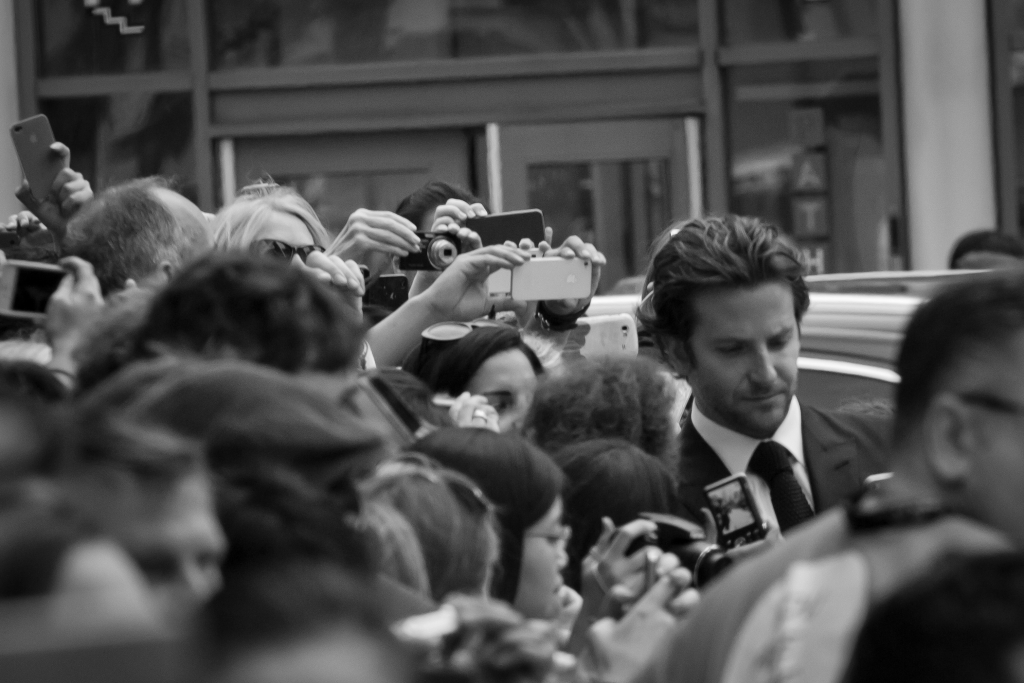
Hauptdarsteller Bradley Cooper bei der Vorstellung des Films beim Toronto International Film Festival

Der Film erhielt überwiegend positive Kritiken. So sieht das Lexikon des internationalen Films eine „schräge romantische Komödie“, die „sich zum aberwitzigen Panorama einer US-amerikanischen Vorstadtwelt voller Absonderlichkeiten, in dem es um Familie, Liebesbeziehungen und Neuanfänge geht“, ausweitet. Die Zeit beschreibt ihn als eine „der originellsten romantischen Komödien der letzten Jahre“, „in der das streng reglementierte Genre gründlich durchgeschüttelt wird.“
Dagegen bemängelt critic.de, dass „das große Potenzial von Silver Linings […] im Verborgenen“ bleibe, da die Macher sich nicht trauten, „aus dem Bekannten auszubrechen.“ Auch schreibt epd-film.de, dass „Russell das dargestellte Untere-Mittelklasse-Milieu […] ohne jede Entlarvungswut betrachtet.“
Besonders die schauspielerische Leistung wurde hervorgehoben. So schrieb kino7.de, „das Schauspielensemble weiß in wirklich jeder Filmminute zu überzeugen.“
Der Film war ein großer kommerzieller Erfolg. Er hatte Produktionskosten von 21 Millionen US-Dollar und spielte rund 236 Millionen US-Dollar ein.

## Auszeichnungen
Der Film gehört zu den 15 Filmen (Stand 2013), die beim Oscar für alle Schauspieler-Kategorien nominiert waren.
Oscar 2013
- Nominierung in der Kategorie Bester Film für Donna Gigliotti, Bruce Cohen, Jonathan Gordon
- Nominierung in der Kategorie Beste Regie für David O. Russell
- Nominierung in der Kategorie Bester Hauptdarsteller für Bradley Cooper
- Auszeichnung in der Kategorie Beste Hauptdarstellerin für Jennifer Lawrence
- Nominierung in der Kategorie Bester Nebendarsteller für Robert De Niro
- Nominierung in der Kategorie Beste Nebendarstellerin für Jacki Weaver
- Nominierung in der Kategorie Bestes adaptiertes Drehbuch für David O. Russell
- Nominierung in der Kategorie Bester Schnitt für Jay Cassidy, Crispin Struthers

Golden Globe Awards 2013
- Auszeichnung in der Kategorie Beste Hauptdarstellerin – Komödie oder Musical für Jennifer Lawrence
- Nominierung in der Kategorie Bester Film – Komödie oder Musical für David O. Russell
- Nominierung in der Kategorie Bester Hauptdarsteller – Komödie oder Musical für Bradley Cooper
- Nominierung in der Kategorie Bestes Filmdrehbuch für David O. Russell

British Academy Film Awards 2013
- Auszeichnung in der Kategorie Bestes adaptiertes Drehbuch für David O. Russell

Independent Spirit Awards 2013
- Auszeichnung in der Kategorie Bester Film
- Auszeichnung in der Kategorie Beste Regie für David O. Russell
- Auszeichnung in der Kategorie Beste Hauptdarstellerin für Jennifer Lawrence
- Auszeichnung in der Kategorie Bestes Drehbuch für David O. Russell

MTV Movie Awards 2013
- Auszeichnung in der Kategorie Bester Kuss für Bradley Cooper und Jennifer Lawrence

Critics’ Choice Movie Awards 2013
- Auszeichnung in der Kategorie Beste Schauspielerin in einer Komödie für Jennifer Lawrence
- Nominierung in der Kategorie Beste Hauptdarstellerin für Jennifer Lawrence

## Synchronisation
Die deutsche Vertonung fand bei der TaunusFilm Synchron GmbH in Berlin statt. Elisabeth von Molo führte die Dialogregie.
| Rolle            | Schauspieler      | Synchronsprecher   |
| ---------------- | ----------------- | ------------------ |
| Pat Solitano Jr. | Bradley Cooper    | Tobias Kluckert    |
| Tiffany          | Jennifer Lawrence | Stephanie Kellner  |
| Pat Sr.          | Robert De Niro    | Christian Brückner |
| Dolores          | Jacki Weaver      | Marina Krogull     |
| Danny            | Chris Tucker      | Björn Schalla      |
| Dr. Cliff Patel  | Anupam Kher       | Christian Gaul     |
| Ronnie           | John Ortiz        | Norman Matt        |
| Jake             | Shea Whigham      | Tommy Morgenstern  |
| Veronica         | Julia Stiles      | Ranja Bonalana     |
| Randy            | Paul Herman       | Uli Krohm          |
| Officer Keogh    | Dash Mihok        | Matti Klemm        |